# Gaspar Meana
Gaspar Meana (né à Gijón en 1960) est un auteur de bande dessinée espagnol écrivant en asturien. Il est surtout connu pour son histoire des Asturies en 25 volumes, Crónica de Leodegundo (es).

## Prix
- 1994 : Prix Haxtur de la meilleure histoire longue pour Crónica de Leodegundo
- 2002 : Prix Haxtur du meilleur dessin pour La Infanta, el Pirata y el Niño
- 2015 : Prix Haxtur de la meilleure histoire longue pour Crónica de Leodegundo : El Cantar de Teudán